# Ana Bacalhau
Ana Bacalhau est une chanteuse portugaise, née le 5 novembre 1978, à Lisbonne. Elle est la voix du groupe Deolinda, inspiré par le fado et par la musique traditionnelle portugaise.
Ana Bacalhau est licenciée en langues et littératures modernes, principalement en langue portugaise et en langue anglaise, elle possède également une maîtrise en sciences documentaires. 
Elle a été la chanteuse du groupe Lupanar, dont elle était membre fondateur. Avec ce même groupe, elle a enregistré en 2005 un CD intitulé Abertura et a participé à l'album d'hommage à Carlos Paredes.
Elle a également participé au trio de jazz Tricotismo.
Elle est mariée avec le contrebassiste José Pedro Leitão, qui a également rejoint le groupe Deolinda.
Elle a travaillé comme archiviste jusqu'en mars 2009, date à laquelle elle abandonne sa profession pour se consacrer pleinement au groupe Deolinda. 
Elle est chroniqueuse de la revue Notícias Magazine depuis novembre 2011.

## Projets
- Deolinda (2006-)
- Tricotismo (2003- 2006)
- Lupanar (2001-2006)

## Collaborations
Enregistrés
- Anaquim - "O Meu Coração" (As Vidas dos Outros, 2010)
- Fonzie - "A Tua Imagem" (2012)
- Gaiteiros de Lisboa - "Os Palácios da Rainha" (Avis Rara, 2012)

Autres
- X-Wife - Tema "Across the Water", Concerto comemoração 10 anos (2012)